# HD 53929
HD 53929，又名BD+05 1543，SAO 114935、HR 2676，是一颗恒星，视星等为6.11，位于銀經210.33，銀緯5.72，其B1900.0坐标为赤經7h 1m 48s，赤緯+5° 5.72′ 55″。